# Пелипенко, Андрей Анатольевич
Андре́й Анато́льевич Пелипе́нко (3 ноября 1960, Калуга — 1 декабря 2016, Москва) — российский культуролог и философ, художник, литератор. Кандидат искусствоведения, доктор философских наук, профессор. Сферы научных интересов — теория культуры, историческая и культурная антропология, психология творчества. Более двадцати лет разрабатывал авторское направление — «смыслогенетическую теорию культуры». Автор нескольких научных монографий, более ста статей, более тысячи живописных и графических работ и ряда литературных произведений.

## Биография
Окончил МХУ памяти 1905 года.
В 1994 году окончил МГУ имени М. В. Ломоносова по специальности «искусствовед», «историк искусства».
В 1995 г. защитил кандидатскую по теме «Архетип и симметрия в картинном изображении» в Государственном институте искусствознания. В 1999 г. там же защитил докторскую по теме «Смыслогенез в культуре: структурно-морфологические аспекты».
В 1995—2009 гг. (с перерывами) работал в Государственном институте искусствознания.
В 2000—2004 гг. — профессор кафедры философии Московский государственный университет культуры и искусств (МГУКИ), директор НИИ МГУКИ, заведующий кафедрой теории культуры.
С 2004 года по 2016 г. — главный научный сотрудник сектора теории социокультурных процессов и систем Российского института культурологии (РИК).
С 2006 года по 2016 г. — профессор кафедры культурологии Государственного академического университета гуманитарных наук (ГАУГН).
В марте 2014 года вместе с рядом других деятелей науки и культуры выразил своё несогласие с политикой российской власти в Крыму.
Похоронен в Москве на Ваганьковском кладбище.

## Мнения
Бывший министр культуры РФ, доктор искусствоведения, профессор Михаил Швыдкой высоко оценивал научные труды А. А. Пелипенко. В своей колонке в «Российской газете» он дал следующую оценку двум последним книгам А. А. Пелипенко «Постижение культуры»[1]:

«Поверхностно знакомый с тем, что на протяжении многих лет Пелипенко разрабатывает оригинальную смыслогенетическую теорию культуры, не мог представить себе, насколько далеко и успешно автор продвинулся в создании глобальной концепции, которая безусловно претендует на то, чтобы стать одной из величайших работ в сфере гуманитарного знания за минувшие полвека. Не только в России. Он предлагает такой методологический масштаб размышлений о культуре, истории, естественных науках и одновременно о мифологии, что мое раздражение, связанное с тем, что Пелипенко отметает все те ценности, которые мне дороги, составляют смысл моей жизни и определяют движение гуманистической мысли никак не менее двух с половиной тысяч лет, оказалось поглощенным восторгом перед научной и человеческой смелостью исследователя.

У него другой масштаб, и кажется, что он по праву претендует на некий универсальный смысл своего исследования, которое оперирует не тысячелетиями, но десятками и сотнями тысячелетий, вечностью, если угодно. Хотя, полагаю, это слово вызовет у А. Пелипенко усмешку. Он, доказывая плодотворность теоретической культурологии не в пошло утилитарном значении, но в качестве синтетической парадигмы, которая позволяет исследовать разные уровни глобальных межсистемных трансформаций, представляет работу, замысел которой не может не вызвать уважения. В частности, и потому, что он пытается восстановить давным-давно разрушенные связи между естественно-научным и гуманитарным знанием. И нащупать изменения, которые неизбежно происходят в человеческом бытие в результате научного взрыва, случившегося в 80-е и 90-е годы XX века. Изменения, которые гуманитарные науки, похоже, даже не заметили. Равно, как искусство и социальная практика».
О книге «Контрэволюция» [2]:

 «<…> новая книга культуролога и живописца Андрея Пелипенко „Контрэволюция“, безусловно, выделяется качественным уровнем осмысления современных проблем, которые корнями своими уходят в тысячелетнюю историю, мощью философской мысли, духовной независимостью автора. Его глубокие и оригинальные идеи, проявляющие соотношения мифологической и логоцентрической ментальности, их конфликтность и взаимную зависимость, их бытие в современных человеческих практиках, наконец, его понимание культуры как „саморазвивающейся системы, встроенной в эволюционную пирамиду универсума“, вызывают безусловное уважение к автору и несомненно вызовут обсуждение в академическом сообществе. И хотя сам А. Пелипенко вдохновенно пишет не просто о кризисе философии, но об её исчезновении вместе с завершением логоцентрической цивилизации, — его собственные труды опровергают подобные суждения автора».
Ученик А. А. Пелипенко, культуролог С. Н. Гавров о художественной дилогии А.Пелипенко «Игры демонов»:

 «Понять А. А. Пелипенко как личность трудно без его художественных произведений, прежде всего дилогии „Игры демонов“ („Начало игры“ и „Конец игры“), вышедшей под псевдонимом Андрей Раевский (Раевский по матери). Здесь традиционная актуальность дополняется внутренней потребностью автора сыграть с трансцендентным в культуре и в жизни… Игры демонов» это лишь форма фентези, в которой Андрей говорит о том, что знает и чувствует, проговаривая в художественной форме то, что так сложно вместить в строгие рамки научного дискурса. Эта книга публичное выражение сильнейшего подключения автора к божественным и демоническим трансцендентным мирам. Андрей был подключенным человеком, он мог получать информацию доопытно, особенно в том, что касалось взаимодействия тонких миров с человеком, обществом, культурой.
И в своей системе культуры он рассматривал ее как живую, разумную сущность (конгломерат сущностей) из тонких миров, безусловно автономную от общества и актуальной культуры, активно коммуницирующую с земным уровнем, определяющую культуру и общественные процессы здесь, на земле (как это запомнилось из наших с ним прогулок-бесед на Гоголевском бульваре). Он теоретизировал о том, что видел воочию и знал в формах личного опыта. Иными словами, в этом он был провидцем, человеком прямого знания, Вольфом Мессингом в культуре".

## Живопись
Художественное образование Андрей Анатольевич Пелипенко получил в Московском художественном училище памяти 1905 года. С 1982 работает как живописец в разных жанрах и направлениях от реализма и неосимволизма до сюрреализма и абстрактного экспрессионизма. Много работал в жанре портрета.
Персональные художественные выставки работ Андрея Анатольевича Пелипенко проводились как в России, так и за рубежом. Основные выставки:
- 17-я молодёжная. Москва 1987.
- 18-я молодёжная. Москва 1988.
- Персональные выставки в Москве 1988, 1991, 1992. 1996.
- Аукцион «Друо» Париж. 1990, 1991.
- Выставка «Одиннадцать первых». Москва 1993.
- Персональная выставка в галерее «Ilhan sanatevi» Анкара 1995.
- Выставка «Турция глазами мастеров культуры России» Москва 1996.
- Персональная выставка с Совете Федераций. Москва 1996.
- Выставка на кинофестивале «Онфлёр — 98» Франция.
- Выставка «Песня рая» Москва. ЦДХ 1999.

Работы Андрея Пелипенко находятся в галереях и частных собраниях Англии, Германии, Франции, США, Канады, Турции, Италии, Китая.